# Јоховец
Јоховец је насељено место у општини Криж, Хрватска. До нове територијалне организације у Хрватској, налазило се у саставу бивше велике општине Иванић Град.

## Становништво
| Националност       | 1991.        |
| Хрвати             | 125 (91,91%) |
| Срби               | 0            |
| Југословени        | 7 (5,14%)    |
| остали и непознато | 4 (2,94%)    |
| Укупно             | 136          |